# Betty Ford
Elizabeth Anne "Betty" Bloomer Warren Ford (Chicago, 8 d'abril de 1918 - Rancho Mirage, 8 de juliol de 2011) fou l'esposa del president dels Estats Units Gerald Ford i Primera dama dels Estats Units de 1974 a 1977.
Va créixer a Grand Rapids (Michigan). Va estudiar dansa moderna al Bennington College de Vermont. Va treballar com a model, estilista en uns grans magatzems i professora de dansa per a nens discapacitats.
El seu primer matrimoni, a l'edat de 24 anys, va acabar en divorci 5 anys més tard per incompatibilitat. Poc després, va començar a sortir amb en Jerry Ford, graduat per la Universitat de Michigan i Yale i candidat al Congrés. Es van casar durant la campanya del 1948; en Gerald Ford va guanyar les eleccions i el matrimoni Ford va viure durant més de trenta anys a Washington amb els seus quatre fills.
A finals de 1973 el seu marit va ser elegit vicepresident i més tard a l'agost del 1974 es va convertir en President dels Estats Units després de la renúncia de Richard Nixon. La nova Primera dama va afrontar aquesta nova situació com un repte.
Durant el seu temps com a Primera Dama, Ford va ser també una fervent defensora dels drets de la dona i va ser una forta figura en el moviment de dones de la dècada de 1970. Va donar suport a la proposta d'esmena d'Igualtat de Drets i va pressionar a les legislatures estatals perquè ratifiquessin l'esmena. També va ser un activista a favor de la legalització de l'avortament. No obstant això, Jerry va dir en entrevistadora a Larry King que ell també estava a favor de l'avortament i que havia estat crític amb la postura perquè per la pressió de les forces conservadores dins del Partit Republicà.
En els anys successius de deixar la Casa Blanca el 1977, Ford va seguir al capdavant d'una vida pública activa. A més de fundar el Betty Ford Center, es va mantenir expectant en assumptes de la dona, col·laborant en nombroses xerrades i prestant el seu nom a organitzacions benèfiques per recaptar fons.
Ford viu al Rancho Mirage, Califòrnia. A l'edat de 93 anys, ella és la més veterana de les anteriors Primeres Dames. També és la tercera major darrere de la primera dama Bess Truman i Lady Bird Johnson. La mala salut i la fragilitat cada vegada major a causa de les operacions a l'agost de 2006 i abril de 2007 per coàguls de sang a les cames que li va causar a reduir en gran manera la seva vida pública. La seva mala salut li va impedir assistir al funeral de l'ex-primera dama Lady Bird Johnson al juliol de 2007. La seva filla Susan Ford va assistir-hi en el seu lloc, en representació de la seva família.
El 8 d'abril de 2011, la senyora Ford va complir 93 anys, la mateixa edat que el seu difunt marit va arribar en el seu últim aniversari, el 14 de juliol de 2006. Tres mesos més tard va morir a Rancho Mirage, a Califòrnia.